# Petrocoptis
Petrocoptis es un género de plantas con flores con doce especies de la familia de las cariofiláceas.

## Taxonomía
El género fue descrito por  A.Braun ex Endl. y publicado en Genera Plantarum Suppl. 2: 78. 1842. La especie tipo es: Petrocoptis pyrenaica

## Especies
| - Petrocoptis crassifolia - Petrocoptis glaucifolia - Petrocoptis grandiflora - Petrocoptis guarensis - Petrocoptis hispanica - Petrocoptis montserratii | - Petrocoptis lagascae - Petrocoptis pardoi - Petrocoptis pseudoviscosa - Petrocoptis pyrenaica - Petrocoptis viscosa - Petrocoptis wiedmannii |